# Ковачевич, Никола (политик)
Никола Ковачевич (серб. Никола Ковачевић; псевдонимы: Накованович, Миллер, Кляйн; 1890, Нудо — 1967, Херцег-Нови) — югославский черногорский революционер и политик, Председатель Народной Скупщины Черногории с 1950 по 1953 годы. Герой Социалистического Труда СФРЮ.

## Биография
Родился в 1890 году в местечке Нудо (недалеко от Грахово и Никшича). Родной брат Савы Ковачевича, полковника НОАЮ и Народного героя Югославии. По профессии учитель. Участник Балканских войн 1913—1914 и Первой мировой войны.
Член КПЮ с 1920 года; вскоре оставил работу и стал освобождённым партработником. С 1925 года секретарь Подгорицкого областного комитета КПЮ, в 1926 году на Третьем конгрессе КПЮ избран кандидатом в члены ЦК.
С 1928 года Никола проживал в СССР, был делегатом на Шестом конгрессе Коминтерна (под псевдонимом Накованович). В Москве исполнял различные обязанности, в том числе представлял Югославию в Коминтерне и руководителем югославского отделения Коммунистического университета национальных меньшинств Запада. Параллельно с 1930 по 1931 годы входил в Комитет КПЮ за границей (штаб-квартира в Вене) и Политбюро ЦК КПЮ.
В 1933 года, по возвращении из Вены, направлен Коминтерном в Китай, сначала в Дайрен, затем в Шанхай.
В 1934 году Ковачевич выехал в США, где связался с членами Компартии США и представителями югославской общины. Работал на правах журналиста. В сентябре 1937 года после приезда Срджи Прицы переехал в Канаду, где продолжил свою агитационную деятельность.
Во время Второй мировой войны Ковачевич всеми средствами призывал помогать Народно-освободительной армии Югославии. После завершения войны в 1945 году был направлен в посольство ФНРЮ в Болгарии. С июля 1948 года член ЦК КПЮ и член ЦК Компартии Черногории. С 6 ноября 1950 по 19 декабря 1953 был Председателем Президиума Народной Скупщины Черногории (с 4 февраля 1953 — просто Председатель Народной Скупщины).
Скончался в 1967 году в Херцег-Нови. Награждён рядом орденов и медалей (в том числе Орденом Героя Социалистического Труда СФРЮ).
Его дети Драган и Митар участвовали в Народно-освободительной войне: Драган был курьером у своего дяди и погиб с ним в 1943 году в битве на Сутьеске. Митар пережил войну и 27 ноября 1953 был награждён Орденом Народного героя Югославии.